# اینودو ایشین
اینودو ایشین (انگلیسی: Isshin Inudo؛ زادهٔ ۲۴ ژوئن ۱۹۶۰) یک کارگردان فیلم، و فیلم‌نامه‌نویس اهل ژاپن است.